# Cold Fear
Cold Fear é um jogo eletrônico de terror de sobrevivência (survival horror) em terceira pessoa de 2005 desenvolvido pela Darkworks e publicado pela Ubisoft para PlayStation 2, Xbox e Microsoft Windows. Foi o primeiro jogo de terror da Ubisoft e o segundo jogo da Darkworks, depois de Alone in the Dark: The New Nightmare em 2001. O jogo é centrado em Tom Hansen, um membro da Guarda Costeira dos Estados Unidos, que parte em socorro a um navio baleeiro russo no Estreito de Bering e encontra um parasita misterioso que transformou a tripulação em criaturas semelhantes a zumbis. Ao descobrir o envolvimento da máfia russa e da CIA, Hansen se empenha em garantir que os parasitas não cheguem à terra.
O jogo foi anunciado pela primeira vez na Electronic Entertainment Expo (E3) de 2004. Para fazer o navio se comportar de forma realista, os desenvolvedores tiveram que escrever um programa completamente novo (apelidado de "editor Darkwave") para permitir que controlassem o movimento tanto na vertical quanto os eixos horizontais. Eles também usaram física real para simular os padrões de movimento de objetos inanimados no navio. Devido à natureza aleatória criada por isso, o personagem do jogador exigiu nove vezes a quantidade de animações normalmente vistas em jogos de terceira pessoa. No final das contas, o jogo continha mais de novecentas animações separadas para todos os personagens, permitindo mais de cinco mil movimentos possíveis dos personagens. A trilha sonora do jogo foi composta por Tom Salta, com Marilyn Manson contribuindo com uma música de seu álbum de 2003, The Golden Age of Grotesque.
Cold Fear foi recebido com críticas mistas, com muitos críticos comparando-o desfavoravelmente a Resident Evil 4. Embora os críticos geralmente tenham ficado impressionados com os ambientes e as animações de abertura, consideraram o jogo curto. O jogo foi um fracasso comercial; em fevereiro de 2006, havia vendido apenas 70.000 unidades em todas as três plataformas nos Estados Unidos.

## Gameplay
Cold Fear é um jogo de tiro em terceira pessoa de survival horror jogado de uma perspectiva de câmera fixa de terceira pessoa ou de uma câmera de ombro, dependendo das preferências do jogador.
Os principais inimigos no jogo são mercenários russos e vários tipos de criaturas semelhantes a zumbis, conhecidas como "Exos" (criaturas infectadas por um organismo parasita conhecido como "Exocel"). Os exos incluem "Exomutantes" (mercenários infectados com Exocels), "Exoshades" (criaturas que podem ver perfeitamente no escuro), "Exospectres" (que podem ficar transparentes por breves períodos de tempo) e "Exomasses" (um imensamente forte, mas deformado criatura criada como resultado de um experimento falhado). A maioria dos inimigos infectados pode ser derrubada com dois ou três tiros, mas a menos que o cérebro seja destruído, eles não morrerão e, eventualmente, atacarão Hansen novamente. Os jogadores podem destruir o cérebro atirando na cabeça do inimigo ou derrubando-os e batendo em sua cabeça. Se um inimigo se aproximar de Hansen, o jogador pode realizar um golpe crítico pressionando uma combinação de botões.Todos os exos carregam pelo menos um exocel dentro deles. Quando o exo é morto, o exocel pode emergir e atacar Hansen, ou, se houver qualquer outro cadáver na área, infectar e reanimar aquele corpo. Exocels são rápidos, mas muito fracos e podem ser mortos com um tiro.
A primeira metade do jogo se passa em um baleeiro no meio de uma tempestade, e as condições no convés afetam o grau de controle que o jogador tem sobre Hansen. Como o navio balança continuamente de um lado para o outro, a mira fica mais difícil, embora Hansen possa se agarrar a uma saliência para se equilibrar, se houver uma disponível. Em alguns casos, o navio pode balançar a tal ponto que Hansen irá deslizar em direção à borda e potencialmente cair no mar. Existem também vários riscos ambientais no convés que reagem ao movimento do navio, como fios elétricos oscilantes e caixas presas a cordas. Se algum desses itens atingir Hansen, ele perderá saúde. Ondas batendo no convés do navio também podem causar danos a Hansen.
O jogo também possui um medidor de resistência, que diminui à medida que o jogador realiza certas ações, como correr, embora correr não seja possível no modo sobre o ombro. Se Hansen cair da borda do navio, ele pode se pendurar na lateral enquanto tiver resistência, mas se ele não subir de volta a bordo com rapidez suficiente, ele cairá no oceano.
O jogo não possui um inventário, e nem pacotes de saúde nem munição podem ser armazenadas. Os pacotes de saúde são usados imediatamente após a coleta, e nenhuma munição pode ser coletada além da capacidade da arma específica. Os jogadores podem encontrar munição e pacotes de saúde distribuídos ao longo do jogo em certos locais pré-determinados e também saqueando os corpos dos inimigos caídos.

## Enredo
O jogo começa com uma equipe SEAL da marinha posicionando-se em um baleeiro russo, o Eastern Spirit, no Estreito de Bering. Conforme a equipe explora o deck, eles são atacados e mortos por seres invisíveis que literalmente os destroem. Vendo que sua equipe se foi, o agente especial da CIA Jason Bennett, que está supervisionando a missão de outro local, ordena que qualquer outro navio do governo nas proximidades investigue. Sua ligação é atendida pelo navio da Guarda Costeira dos EUA, o USCGC Ravenswood, que segue para o Eastern Spirit. A tripulação do Ravenswood se dividiu em equipes, mas poucos momentos após o embarque, apenas uma permanece; Tom Hansen, um ex-soldado das Forças Especiais do Exército dos EUA, atualmente servindo na Guarda Costeira dos Estados Unidos, que ouve seus companheiros serem mortos pelo rádio. Ele sai para explorar o navio e determinar o que está acontecendo.
Assim que ele entra no interior do Eastern Spirit é atacado por dois russos assustados, forçando-o a mata-los. Enquanto ele continua a explorar, Tom Hansen encontra uma multidão de russos em pânico que o atacam. Ele também encontra vários corpos horrivelmente mutilados, incluindo o do capitão do Ravenswood, o tenente Lansing. Hansen logo descobre sobre uma criatura conhecida como "exocel", que foi acidentalmente descoberta pela tripulação em uma plataforma de petróleo russa, a Star of Sakhalin, de propriedade do coronel Dmitriy Yusupov, um membro da máfia russa, e comandada pelo major Yuri Anischenko e sua equipe de mercenários. Yusupov percebeu que os exocels eram organismos parasitas, que usavam outros organismos vivos como hospedeiros. Yusupov leva então o Dr. Viktor Kamsky a plataforma Star of Sakhalin para começar a fazer experiências com a infecção de várias espécies com os exocel. Esses experimentos levaram à descoberta de que os exocels podem reanimar humanos recentemente falecidos e à criação de um antídoto para conter a infecção. Hansen dirige-se à sala de rádio para pedir ajuda, mas em vez disso é atendido por Bennett, que lhe diz que Yusupov está a bordo e deve ser capturado para interrogatório. Bennett diz a Hansen que se ele encontrar Yusupov, a CIA o tirará do navio.
Hansen localiza Yusupov, que lhe diz que Anna Kamsky, filha de Viktor, está a bordo e deve ser salva. Yusupov a estava usando para chantagear Viktor para que transformasse os exocels em armas biológicas. Por fim, Viktor e seu colega, Dr. Pavel Bakharev, começaram a fazer experimentos com infecção humana viva, e o Eastern Spirit estava a caminho da plataforma Star of Sakhalin para coletar o próximo lote de espécimes humanos fornecidos pela Máfia quando ocorreu o surto de exocel.
Um exocel então irrompe do peito de Yusupov, matando-o. Hansen encontra Anna, que diz que eles devem ir para a sala de rádio e contatar seu pai. Eles entram em contato com a plataforma, mas Bakharev diz a Anna que Kamsky está desaparecido e implora para que ela não volte. Ela diz não, dizendo a Bakharev que o verá em breve. Eles viram o navio de volta para Sakhalin, mas como o mar está muito agitado, eles não podem atracar na plataforma. Como tal, eles vão para o Cesto da Gávea (crow's nest) e pulam do navio quando ele colide com a plataforma. Hansen dá o salto, mas Anna cai no mar.
Hansen encontra Bakharev, que lhe diz que para desativar o bloqueador de rádio ao redor da plataforma ele precisará passar por um scanner que somente aceita a retina de Anischenko. Bakharev é então arrastado para um duto de ar e morto. Hansen descobre que Kamsky e Bakharev estavam sob ordens de tornar os exocels o mais mortífero possível, o que eles conseguiram fazer, mas sem nenhuma maneira de controlar as criaturas resultantes. Hansen encontra e mata Anischenko, removendo seu olho e usando-o para desativar o bloqueador de rádio. Em contato com Bennett, Hansen é informado de que deve encontrar o laptop de Kamsky e transmitir a pesquisa do exocel. Enquanto isso, Anna é resgatada do mar por uma grande criatura e deixada em um laboratório, onde é infectada por um exocel. Vendo isso acontecer em um monitor de segurança, Hansen corre para o laboratório para dar o antídoto a Anna.
Hansen administra o antídoto antes que a infecção apareça. Bennett então o contata e Hansen o faz prometer que se ele der a pesquisa a Bennett, Bennett salvará Anna. Ele logo descobre que Kamsky se infectou com uma cepa de DNA exocel e agora deseja fazer o mesmo com Anna. Hansen encontra o laptop de Kamsky e transmite apenas os dados do antídoto para Bennett. Enquanto um furioso Bennett repreende Hansen, ele e Anna concordam em explodir a plataforma usando C4. Enquanto Hansen planta os explosivos descobre que Kamsky enlouqueceu depois de se infectar com soro exocel. Kamsky havia lançado os exos aprisionados na plataforma petroleira Star of Sakhalin e plantado um grupo de exocel no  Eastern Spirit, se escondendo então para aguardar sua metamorfose. Após Hansen plantar todas as cargas, se dirige ao heliporto para encontrar Anna. Antes que eles possam decolar, são atacados por um Kamsky mutante; a mesma criatura que resgatou Anna do mar. Kamsky está desesperado para que Anna permaneça com ele na plataforma, mas Hansen consegue lutar contra ele e matá-lo. Ele e Anna então escapam em um helicóptero enquanto a plataforma explode abaixo deles.

## Desenvolvimento
Cold Fear foi anunciado pela primeira vez na E3 de 2004 na lista de próximos lançamentos. De acordo com a Sony, o jogo seria publicado pela Namco. Em 6 de outubro, no entanto, a Ubisoft anunciou que publicaria o jogo desenvolvido pela Darkworks em março de 2005 para PlayStation 2, Xbox e PC. O jogo seria o primeiro jogo de terror da Ubisoft, e o segundo jogo da Darkworks (o primeiro foi Alone in the Dark: The New Nightmare de 2001), tendo uma demonstração jogável lançada em dezembro de 2004.
Para fazer o Eastern Spirit se comportar realisticamente na tempestade, os desenvolvedores tiveram que escrever um programa completamente novo. Eles descobriram que fazer o navio se mover era fácil, mas fazê-lo responder às condições de tempestade era muito mais complexo. Como tal, eles criaram um editor de rolamento completo, chamado editor Darkwave, que lhes permitiu controlar o pitch (quando a nave se move no eixo horizontal) e o roll (quando se move no eixo vertical) separadamente. A combinação de mover o navio em ambos os eixos permitiu que os desenvolvedores criassem os movimentos realistas do navio. Isso, por sua vez, permitiu que eles cronometrassem o movimento exato do navio para coincidir com o que estava acontecendo no jogo, sem ter que usar uma cutscene. No entanto, a criação de um sistema de movimento tão realista levou a problemas de câmera. De acordo com o programador Claude Levastre, no início do desenvolvimento, "a câmera constantemente atravessava as paredes por causa do movimento de rolagem. Então, tivemos que desenvolver um sistema de controle de inércia para a câmera, como se um cameraman estivesse usando uma Steadicam atrás o herói." Outra mudança provocada pelo movimento do navio foi que, inicialmente, os padrões de movimento de objetos inanimados no navio foram programados, mas isso teve que ser mais tarde substituído por física real.

"Cold Fear é um jogo de terror e ação visualmente espetacular. Ele combina um pouco do que você esperaria do gênero com um sistema de câmeras exclusivo e um mundo que balança e rola com as ondas. O resultado é um jogo que está prestes a mudar o genero."

Criterion Software; criadores da RenderWare
O movimento constante do navio também afetou a animação dos personagens. Uma vez que o movimento do navio atingiu um certo ângulo, Hansen e quaisquer outros personagens no convés começam a deslizar e precisam compensar em qualquer direção que seja necessária em relação à sua posição. De acordo com Levastre, isso significava que Hansen exigia nove vezes as animações normalmente vistas em jogos de terceira pessoa (centro, frente, atrás, esquerda, direita e quatro posições intermediárias). No final das contas, Hansen tinha duzentos e cinquenta animações separadas, e a maioria dos personagens não-jogadores tinha cento e cinquenta.
Segundo Antonin Delboy, animador principal do jogo, “todas as decisões técnicas foram tomadas a favor da animação, tanto ao nível da qualidade como da quantidade, o que é raro neste tipo de projeto. A animação básica foi produzida com o software 3D Studio Max. A cinemática inversa foi então usada para criar as nove animações direcionais, com o motor calculando o nível de compensação de personagem dependendo do ângulo do navio. Cada movimento do personagem é composto de animação básica e animação de compensação, e Delboy diz que, no total, o jogo contém mais de novecentas animações, permitindo mais de cinco mil movimentos possíveis. Levastre afirmou "A interação entre a tempestade e os personagens que estão no convés às vezes cria alguns momentos realmente de tirar o fôlego. E além disso, conseguimos oferecer algumas sequências de ação realmente intensas com muito mais inimigos do que na maioria dos jogos de terror."

### Musica
Em 3 de fevereiro de 2005, a Ubisoft anunciou que Marilyn Manson estava contribuindo com uma música para o jogo; "Use Your Fist and Not Your Mouth", de seu álbum de 2003, The Golden Age of Grotesque.
Em 22 de fevereiro, a Ubisoft revelou que a trilha sonora estava sendo composta por Tom Salta. Salta havia sido contratado em novembro de 2004, com sua primeira faixa concluída submetida em 16 de novembro. A partitura concluída foi entregue em 23 de dezembro. De acordo com Salta, ele teve que compor mais de vinte peças individuais diferentes, bem como música para nove cutscenes; "Acabou valendo mais de uma hora de música, que compus em menos de seis semanas."

## Recepção
Cold Fear recebeu "críticas mistas ou medianas" em todas as três plataformas; a versão para PlayStation 2 detém uma pontuação agregada de 68 de 100 no Metacritic, com base em trinta e nove análises. A versão para Xbox 71 de 100, com base em quarenta e uma análises, e a versão para PC 66 de 100, com base em treze análises.

### Vendas
O jogo teve resultados de vendas extremamente baixos. Em fevereiro de 2006, havia vendido apenas 70.000 unidades em todas as três plataformas nos Estados Unidos.

## Citações de Arquivos Encontrados no Jogo[2]
1. ↑  Darkworks. Cold Fear. Ubisoft. "Diário de Yusupov: Nossos primeiros encontros com as criaturas que agora chamamos de exocels ocorreram cerca de dois meses após o início da perfuração na plataforma Star of Sakhalin [...]. Nos primeiros 25 dias, a perfuração foi bem-sucedida, como esperado. E então, embora nossos sonares tenham confirmado a presença de uma enorme reserva de petróleo, a pressão começou a cair ... De repente, a broca trouxe à tona vários exocels que Anischenko e seus homens tiveram grande dificuldade em superar. Dois dias depois, notamos mais espécimes subindo pelas colunas da plataforma. Imediatamente dei ordens a Anischenko para capturar alguns deles. Foi quando vi minha primeira contaminação."
2. ↑  Darkworks. Cold Fear. Ubisoft. Diário de Kamsky: Nós infectamos e observamos deliberadamente mais de 300 indivíduos, incluindo cães, macacos, orcas e seres humanos. Esses indivíduos foram colocados sob vigilância biométrica permanente e dissecados para mapear com precisão o crescimento do organismo exocel e nos ajudar a aprender como controlar o processo. O tempo que um indivíduo infectado leva para sofrer mutação depende de dois fatores: quanto tempo leva para o exocel colocar uma gavinha no cérebro da vítima e a resistência natural do corpo infectado [...] Qualquer indivíduo infectado por um exocel deve receber o antídoto o mais rápido possível. Se nenhum antídoto estiver disponível, o cérebro do hospedeiro deve ser destruído, para evitar que o sujeito se torne um hospedeiro ativo e potencialmente contaminante. O exocel parece ser capaz de reanimar um cérebro que está clinicamente morto há vários dias.
3. ↑  Darkworks. Cold Fear. Ubisoft. Diário de Yusupov:  Muitas vezes me perguntei o que realmente convenceu Kamsky a trabalhar para mim: o bem-estar de sua filha amada, ou as primeiras fotos de má qualidade do exocel que mostrei a ele [...] Quando acrescentei que sua filha já estava a caminho para se juntar a ele na Star of Sakhalin, ponto final! Ele concordou imediatamente em ficar na plataforma e supervisionar a instalação e a pesquisa. Como eu esperava, Kamsky rapidamente me garantiu que o exocel tinha potencial militar, mas temia que fosse incontrolável [...] espero que, ao contrário da última remessa, os "espécimes" estejam prontos e em boas condições. Kamsky tem insistido nisso.
4. ↑  Darkworks. Cold Fear. Ubisoft. Carta de Yusupov: A primeira fase da operação foi parcialmente bem-sucedida. O Dr. Kamsky e seus associados conseguiram produzir seres poderosos, eficazes e perigosos que só podem ser considerados monstros. A injeção de um antídoto parcial antes da contaminação forçada deu excelentes resultados. Muitas dessas coisas morrem rapidamente, mas conseguimos produzir criaturas que são impermeáveis a balas, incomensuravelmente mais fortes do que nossos melhores soldados e até mesmo parcialmente invisíveis. As possibilidades são infinitas. Infelizmente, ainda não aperfeiçoamos um processo pelo qual esses monstros possam ser controlados. Esta é agora a nossa principal prioridade.
5. ↑  Darkworks. Cold Fear. Ubisoft. "Carta de Kamsky para Anna: O poder dentro de mim é maior do que eu imaginei em meus sonhos mais selvagens. Mesmo assim, tenho a impressão de que minha metamorfose ainda não está completa. Meus braços continuam a se desenvolver. Em breve, quem se aproximar de mim terá que sofrer as consequências da minha raiva furiosa. Anna, finalmente encontrei o que procurava: um encontro com a imortalidade. Venha comigo Anna, é o mais lindo de todos os reinos. Eu construí para você ... Anna, minha querida filha ... Sinto-me tão forte ... Devo destruir o antídoto ... Não quero voltar de onde vim."
6. ↑  Darkworks. Cold Fear. Ubisoft. Paginas do diário de Bakharev:
16 de novembro: Yusupov partiu hoje a bordo do navio baleeiro. Ele alegou que iria com Lubenski para garantir que eles conseguissem alguns bons espécimes para o laboratório. Acho que ele só quer se afastar de Viktor. No início, Yusupov teve que usar Anna como refém para fazer Viktor trabalhar para ele. Mas agora, Kamsky está mais entusiasmado com isso do que Yusupov. É uma estranha inversão de papéis. Anna também foi, é claro. Eu me vejo temendo por sua segurança. Mas talvez ela esteja mais segura com o coronel Dmitri Yusupov do que aqui.
4 de dezembro: Viktor desapareceu! Seus cadernos estão faltando, assim como seu laptop. As amostras de soro e antídoto nas quais estávamos trabalhando? Também sumiu! Talvez ele tenha enlouquecido e se jogado no mar, incapaz de suportar as coisas que fez. Pessoalmente, acho que não. Estou convencido de que ele decidiu fazer experiências consigo mesmo e que está se escondendo em algum lugar, esperando a metamorfose. Ele costumava dizer que seu objetivo final era deter o processo "exocel". Ele disse que seria uma façanha tremenda aproveitar o poder da criatura, as mutações e as mudanças subsequentes de personalidade. Se eu voltar a vê-lo, acho que não vou reconhecê-lo. Felizmente, tudo isso é um pesadelo. Deus nos ajude a todos se ele teve sucesso.